# Isocyanate d'éthyle
L'isocyanate d'éthyle est un composé organique de formule semi-développée CH3–CH2–N=C=O. Il s'agit de l'ester éthylique de l'acide isocyanique (isocyanate d'éthyle).
Il est utilisé en particulier pour synthétiser l'1-éthyl-3-(3-diméthylaminopropyl)carbodiimide, un agent d'activation de la formation de liaisons amide (protéine).